# Gottfried Moses Ruben
Gottfried Moses Ruben (født 19. juni 1837, død 3. oktober 1897) var en dansk grosserer og generalkonsul, der i dag nok er mest kendt for at have introduceret fonografen i København i slutningen af 1800-tallet, og for den samling fonografvalser, der kom ud af dette - den såkaldte Ruben-samling.
Ruben var af jødisk ophav og begyndte sin erhvervskarriere i sin fars herreekviperingsforretning. Senere gik han ind i international handel, og efter en periode i Portugal slog han sig på import af portvin og kork til Danmark, hvad der var en ganske god forretning.
Gottfried Ruben blev i 1872 gift med Betty Heyman, datter af grosserer W.P. Heyman (og således søster til Philip W. Heyman og Isaac W. Heyman). Parret boede i en årrække på Vesterbrogade 3 i København.
I 1886 blev Ruben dannebrogsridder.
I 1889 fik Ruben og hans forretningspartner, instrumentmager Theodor Valdemar Cornelius-Knudsen (1844-1920), generalagenturet for Edison-selskabet i hele Skandinavien. Ved fonograf-demonstrationer kunne et betalende publikum lytte til udvalgte og ofte aktuelle optagelser med datidens populære danske skuespillere, sangere og musikere. Disse optagelser udgør således som helhed et lydspor til Københavns teater- og musikliv i første halvdel af 1890’erne.
Gottfried Ruben døde 3. oktober 1897 af komplikationer efter en operation.